# Limnophora subobsoleta
Limnophora subobsoleta este o specie de muște din genul Limnophora, familia Muscidae, descrisă de Malloch în anul 1929.
Este endemică în Tonga. Conform Catalogue of Life specia Limnophora subobsoleta nu are subspecii cunoscute.